# Jacques Androuet du Cerceau

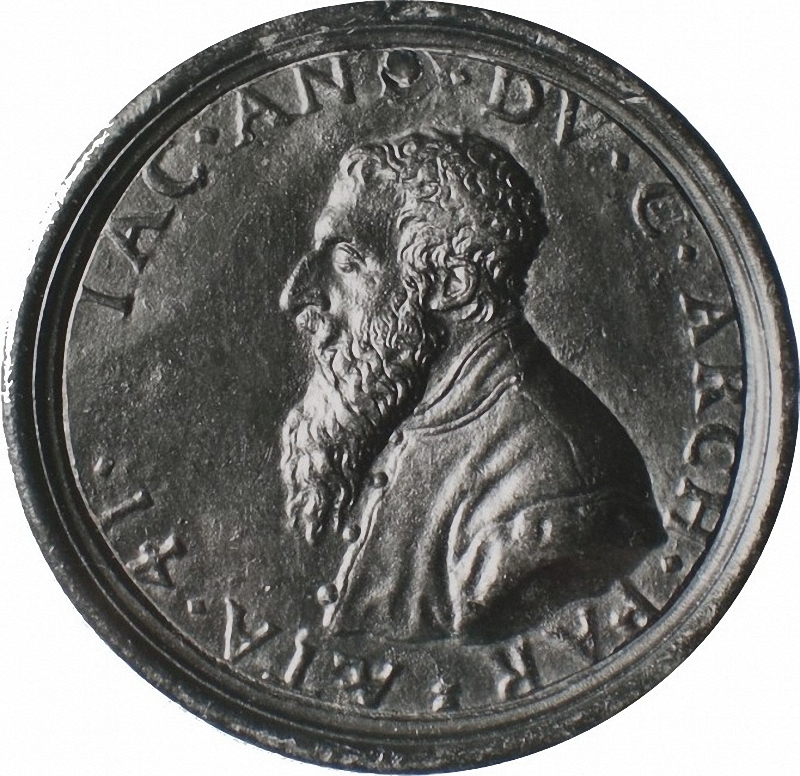
Jacques Androuet Du Cerceau

Jacques Androuet Du Cerceau (Parijs, ca. 1510 - Annecy, 1585) was een Frans architect, schrijver en graveur uit de tweede helft van de 16de eeuw. Hij heeft meer bekendheid verworven door zijn gravures en publicaties dan door zijn bouwwerken.
Hij was de vader van de architecten Baptiste Androuet Du Cerceau en Jacques II Androuet Du Cerceau en de grootvader van Jean Androuet Du Cerceau en Salomon de Brosse.

## Biografie[1]
In de tweede helft van de 16de eeuw waren er al reacties tegen de dominante Italiaanse invloed in de Franse kunst en het denken. Een aantal vooruitstrevende Franse architecten spendeerden verschillende jaren in Rome om klassieke architectuur te kunnen bestuderen. Dit leidde tot de introductie van de renaissance architectuur in Frankrijk.
De belangrijkste personen onder hen waren Jacques Androuet Du Cerceau, Philibert Delorme en Jean Bullant.
Omtrent de eerste levensjaren van Androuet Du Cerceau is er onzekerheid betreffende zijn geboortedatum en plaats. Orléans, Le Mans zouden steden kunnen zijn waar hij geboren is, maar Parijs is de meest plausibele veronderstelling als geboortestad rond 1515.
Zijn bijnaam Du Cerceau, zou afkomstig zijn van de vorm van een uithangbord dat aan zijn huis werd gehangen. Over de eerste levensjaren van Du Cerceau is er geen zekerheid tot zijn eerste bekende publicatie, daterend uit 1549.
Tussen 1549 en 1584 publiceerde hij ongeveer twintig boeken. Het grootste doel in zijn boeken was om een collectie van modellen te presenteren, waardoor de illustraties een belangrijke rol spelen. In 1549 publiceerde hij een collectie van gravures van Romeinse triomfbogen, gevolgd in 1550 door een bundel gravures over tempels en verschillende boeken over de Romeinse oudheid. In 1559 verhuisde Du Cerceau Parijs, waar hij zijn livre d’architecture publiceert ( opgedragen aan Henrik II ). Dit boek is gewijd aan de binnenlandse architectuur. In zijn structuur is het vergelijkbaar met Sebastiano Serlio’s ongepubliceerde zesde boek.
In 1569 vluchtte hij, onder de druk van de Franse katholieke oorlog, naar het hugenotenbolwerk Montargis, de zetel van Renée de France, hertogin van Ferrara, dochter van Louis XII. Hij tekende de plannen van het kasteel van Montargis , die een van zijn belangrijkste realisaties zijn in zijn boek "les plus excellents bâtiments de France". Voorts leverde hij ook informatie over de artistieke bedoelingen van de tijd met betrekking tot de bouwprojecten op grote schaal, de normen, niet alleen in architectuur maar ook in de presentatie van architectuur. Door de lijn van zijn zonen en kleinzonen, laatstgenoemden inbegrepen Salomon de Brosse (1571-1626) vestigde Du Cerceau een dynastie van architecten die zich in de 18de eeuw uitbreidde.
Van zijn twee zonen, die allebei aan het Louvre hebben gewerkt, heeft Baptiste Androuet Du Cerceau, c. 1545-1590, de Pont Neuf over de Seine in Parijs en werd controleur van de Royal Construction in Parijs en heeft Jacques Androuet du Cerceau de jongere, ca. 1556-1614, gewerkt aan de Tuileries. Baptistes zoon Jean Androuet de Cerceau, c. 1585-1650, is bekend voor zijn villa's in Parijs, waarvan één Hôtel de Sully is.

## Belangrijkste thema
Les plus excellents Bastiments de France (1576-1579) van Jacques Androuet Du Cerceau is een omvangrijk iconografisch tweedelig boekwerk over het ontwerp van koninklijke en adellijke kastelen en tuinen in Frankrijk. (opgedragen aan Catherine de Medici, echtgenote van Hendrik II. Hendrik II was ervan overtuigd dat door de publicatie van dit schitterend uitgevoerd geïllustreerd naslagwerk over de meest indrukwekkende kastelen van het land, de status van het Huis Valois als machtigste dynastie van die tijd gevestigd zou zijn). Du Cerceau was hier en daar onzorgvuldig geweest bij het vereeuwigen van niet voltooide bouwwerken naar zijn eigen fantasie. Daarnaast is er geen coherentie te vinden in de presentaties van de kastelen, zo is er ook geen chronologische of hiërarchische orde terug te vinden in zijn twee volumes. Het werk bestaat voornamelijk uit plattegronden, vogelvluchtkaarten en elevaties die voor architectuurhistorici essentiële informatie verlenen over de lay-out van de meest aanzienlijke Franse renaissancekastelen. Du Cerceaus eerste kladschetsen, getekend op velijn, worden bewaard in het British Museum in Londen. Dankzij Du Cerceau details en commentaren kunnen we een beeld vormen van de talrijke kastelen die vandaag niet meer bestaan, zoals Burry, Madrid of Verneuil, of in ruime mate doorheen de eeuwen zijn omgevormd, zoals Amboise, Anet of Chantilly.

## Primaire bibliografie
- Quinque et viginti exempla arcuum…, Orléans, s. n., 1549.
- Livre d’architecture … inhoudelijke plannen en tekeningen van 50 verschillende gebouwen …[dode link], Paris, s. n., 1559.
- Second tweede boek over architectuur …, Paris, André Weschel/ Pour Jacques Androuet du Cerceau, 1561.
- Liber Novus, complectens multas et varias omnis ordinis tam Antiquorum quam Modernorum fabricas…, s. l. , s. n., 1560.
- lessen over het perspectief, Paris, Mamert Patisson, 1576.
- Het eerste volume van Les plus excellents Bastiments de France, Paris, Gilles Beys, 1576-1579.
- Boek over de architectuur[dode link], Paris, Pour Jacques Androuet du Cerceau, 1582.
- klein traktaat over de vijf kolimmenorde, Paris, Pour Jacques Androuet du Cerceau, 1583.
- Livre des Edifices antiques Romains, s. l. , s. n., 1584.

## Secundaire bibliografie

### Artikels
- Anoniem, ‘The Influence of Ducerceau on French Renaissance Furniture’, The Burlington Magazine for Connoisseurs 15 (78) (1909), pp. 357–356.
- Janet S. Byrne, ‘Du Cerceau Drawings’, Master Drawings 15 (2) (1977), pp. 147–161, 197-205.
- Janet S. Byrne, ‘Jacopo della Nave or Jacques Androuet Du Cerceau?’ , Metropolitan Museum Journal 7 (1973), pp. 143–149.
- Janet S. Byrne, ‘Some Attributions Undone’, Master Drawings 13 (3) (1975), pp. 240–319.
- Janet S. Byrne, ‘Some Sixteenth-Century Designs for Tombs and Fountains in the Metropolitan Museum’, Master Drawings 21 (3) (1983), pp. 263–270.
- Joseph Downs, ‘Furniture and Decorative Arts in the Foulc Collection’, Bulletin of the Pennsylvania Museum 25 (132) (1930), pp. 47–62.
- Hyatt Mayor, ‘Prints of French Chateaux’, The Metropolitan Museum of Art Bulletin 35 (10) (1940), pp. 197–200.
- Christopher Poke, ‘Jacques Androuet I Ducerceau's 'Petites Grotesques' as a Source for Urbino Maiolica Decoration’, The Burlington Magazine 143 (1179) (2001), pp. 332–344.
- Wolfram Prinz, 'Review', Zeitschrift für Kunstgeschichte 48 (1985), pp. 573–575.
- Ilaria Toesca, 'Drawings by Jacques Androuet Du Cerceau the Elder in the Vatican Library', The Burlington Magazine 98 (638) (1956), pp. 153–157.
- Nathan T. Whitman, 'Fontainebleau, the Luxembourg, and the French Domed Entry Pavilion', The Journal of the Society of Architectural Historians 46 (4) (1987), pp. 356–373.

### Boeken
- Jacques Androuet Du Cerceau, Le premier volume des plus excellents bastiments de France, auquel sont designez les plans de quinze bastiments, & de leur contenu; ensemble les elevations & singularitez d’un chascun, Farnborough 1972.
- Jacques Androuet Du Cerceau, David Thomson, Catherine Ludet, Les plus excellents bastiments de France, Parijs 1997.
- Heinrich Adolf Geymüller, ‘Les Du Cerceau; leur vie et leur oeuvre d'après de nouvelles recherches’, Parijs, 1887.
- Jean-Marie Pérouse de Montclos, Histoire de l'architecture française:Volume 2; De la Renaissance à la Révolution, Parijs 2003.
- Jean-Marie Pérouse de Montclos, L’architecture à la française, Parijs, 1982.

- Bibsys: 2115147
- Biblioteca Nacional de España: XX825190
- Bibliothèque nationale de France: cb118888443 (data)
- Gemeinsame Normdatei: 11868101X
- International Standard Name Identifier: 0000 0001 2102 443X
- KulturNav: 04405408-a4c7-49d2-b755-c5f0959bb9bb
- Library of Congress Control Number: n87810974
- Nationale Bibliotheek van Tsjechië: ola2011644561
- Nationale bibliotheek van Australië: 36546466
- Nationale Bibliotheek van Israël: 987007272230105171
- Nationale en Universitaire bibliotheek Zagreb: 000046788
- Nederlandse Thesaurus van Auteursnamen: 069022283
- Réseau des bibliothèques de Suisse occidentale: 02-A000007654
- RKD-Nederlands Instituut voor Kunstgeschiedenis: 24514
- Istituto Centrale per il Catalogo Unico: BVEV026442
- LIBRIS: 175318
- Système universitaire de documentation: 026686848
- Trove: 1284683
- Union List of Artist Names: 500008202
- Virtual International Authority File: 76311191